# Liste der Monuments historiques in Omont
Die Liste der Monuments historiques in Omont führt die Monuments historiques in der französischen Gemeinde Omont auf.

## Liste der Objekte
| Bezeichnung                       | Beschreibung           | Standort                                   | Kennzeichnung | Schutzstatus | Datum | Bild |
| --------------------------------- | ---------------------- | ------------------------------------------ | ------------- | ------------ | ----- | ---- |
| Grabstein für Jacques de Villiers | Stein, bezeichnet 1477 | nördlich des Orts an der Burgstelle (Lage) | PM08000391    | Classé       | 1933  |      |